# 埃利奧特 (緬因州)
埃利奧特（英語：Eliot）是一個位於美國緬因州約克縣的鎮。

## 人口
根據2020年美國人口普查的數據，埃利奧特的面積為55.22平方千米，當中陸地面積為51.23平方千米，而水域面積為3.99平方千米。當地共有人口6716人，而人口密度為每平方千米122人。